# Kurt Schwerdtfeger
Kurt Schwerdtfeger (* 20. Juni 1897 in Deutsch Puddiger; † 8. August 1966 in Himmelsthür) war ein deutscher Bildhauer und Hochschullehrer.

## Leben
Schwerdtfeger nahm als Soldat am Ersten Weltkrieg teil. Anschließend studierte er zunächst Philosophie und Kunstgeschichte an der Universität Königsberg und der Universität Jena, dann von 1920 bis 1924 am Bauhaus in Weimar. Dort schuf er 1922 bis 1923 gemeinsam mit Ludwig Hirschfeld-Mack mit den Reflektorischen Farbenlichtspielen ein Werk, das sowohl die Vorstellung von räumlicher Kunst im 20. Jahrhundert veränderte als auch als Beispiel der abstrakten filmischen Avantgarde der 1920er Jahre sowie als Vorläufer von Expanded Cinema gelten darf.
1925 wurde er Lehrer an der Stettiner Werkschule für Gestaltende Arbeiten, wo er die Bildhauerklasse leitete. In dieser Zeit fertigte er Bauplastiken in Pommern und Danzig. Einer seiner Schüler war Hans Prütz. 
Schwerdtfeger war bis 1932 Mitglied des Deutschen Werkbunds. Er gehörte ferner der von 1930 bis 1933 bestehenden Künstlergruppe Das Neue Pommern an. In der Zeit des Nationalsozialismus war Schwerdtfeger obligatorisch Mitglied der Reichskammer der bildenden Künste, und er konnte bis 1937 an Ausstellungen teilnehmen. In diesem Jahr wurde er aus dem Lehramt entlassen und wurden im Rahmen der deutschlandweiten konzertierten Aktion „Entartete Kunst“ aus dem Museum für Kunst und Kunstgewerbe Stettin und aus der Städtischen Gemäldegalerie Worms drei seiner Werke beschlagnahmt.
Von 1939 bis 1945 nahm er als Soldat der Wehrmacht am Zweiten Weltkrieg teil. 
Nach der Entlassung aus der Kriegsgefangenschaft wurde er 1946 Professor für Bildende Kunst an der Pädagogischen Hochschule Alfeld. 1953 trat er in den Deutschen Künstlerbund ein, der seine Jahresausstellung 1967 in Karlsruhe dem Gedenken an ihn und dem Bildhauer Karl Hartung widmete.
Der Bildhauer und Hochschullehrer Stefan Schwerdtfeger (1928–2018) war sein Sohn.

## 1937 als „entartet“ beschlagnahmte Werke
- Büste des Malers Dorschel[6] (Nickel, Höhe 35 cm; 1939 zur „Verwertung“ auf dem Kunstmarkt an den Kunsthändler Bernhard A. Böhmer. Verbleib unbekannt)[7]
- Widder (Skulptur, Ton, Höhe 25,8 cm; nach 1945 sichergestellt und Stand August 2019 zur Restitution im Kulturhistorischen Museum Rostock)
- Stillleben (Tafelbild)

## Ausstellungen (unvollständig)

### Postume Personalausstellungen

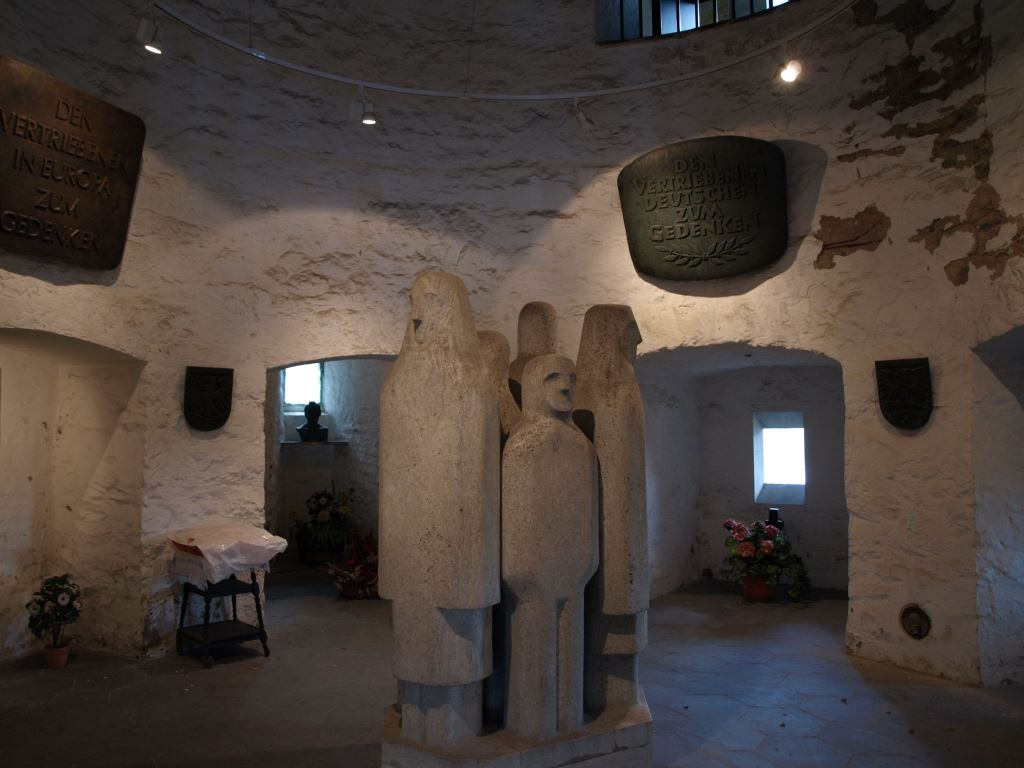
Sandsteinskulptur „Flüchtlingsfamilie“, Gedenkstätte des Deutschen Ostens, Batterieturm von Schloss Burg (Schwerdtfeger, 1956)

- 1967: Malerei, Plastik, Objekte 1947 – 1957 – 1967, Badischer Kunstverein und Alte Markthalle, Karlsruhe
- 2007: Zeichnungen und Skulpturen. Kunstverein Bad Salzdetfurth, Bodenburg

### Teilnahme an Ausstellungen in der Zeit des Nationalsozialismus
- 1934: Stettin, Städtisches Museum („Pommersche Künstler der Gegenwart“)
- 1934: Stettin, Städtisches Museum („Das Land am Meer. Pommersche Kunst der Gegenwart“)
- 1936: Greifswald („Pommersche Kunst“)
- 1937: Berlin, Haus der Kunst („Graphik und Kleinplastik“)
- 1937: Hamburg, Kunsthalle (Kunstausstellung des Hilfswerks für die deutsche bildende Kunst in der NS-Volkswohlfahrt)
- 1937: Stettin (Kunstausstellung des Hilfswerks für die deutsche bildende Kunst in der NS-Volkswohlfahrt)

## Schriften
- Bildende Kunst und Schule. Hermann Schroedel Verlag, Hannover 1953.

## DVD
- Kurt Schwerdtfeger [Bauhaus Weimar]: Reflektorische Farblichtspiele. Red Avocado Film AV03 2010